# Процесс ста тринадцати
Проце́сс ста трина́дцати — политический судебный процесс над активными членами революционных и демократических организаций Бессарабии, организованный в 1938 году румынскими властями.
Процесс проходил в Кишинёве, в военном трибунале 3-го армейского корпуса 3 июня — 14 июля 1938 года. Перед судом предстала группа деятелей Блока защиты демократических свобод, Студенческого демократического фронта, МОПРа, активистов партийной и комсомольской организаций Бессарабии. Из 113 обвиняемых 104 (Е. Гулькович, А. Морозенко, Г. Харюк, А. Чеходару и др.) были приговорены (35 из них заочно) к различным срокам тюремного заключения, 9 человек оправданы.